# Mythbuntu
Mythbuntu – system operacyjny przeznaczony dla domowego centrum multimedialnego. Opiera się na Ubuntu, a główny nacisk został położony na oprogramowanie MythTV; nie instaluje się ze wszystkimi programami dołączonymi do Ubuntu.
Podobnie jak KnoppMyth i Mythdora, Mythbuntu jest zaprojektowane tak, aby uprościć instalację MythTV na domowym centrum multimedialnym. Program konfiguracyjny MythTV pozwala na wybór sposobu użycia systemu: jako przeglądarka mediów (frontend), serwer mediów (backend) lub ich kombinacja.
Założeniem Mythbuntu jest utrzymanie ścisłego związku z Ubuntu, by poprawki i ulepszenia w nim wprowadzane mogły być łatwo przenoszone do MythTV w dystrybucji Ubuntu. Pozwala to na wykorzystanie konfiguracji desktopowej w samodzielnym Mythbuntu. Cykl rozwojowy Mythbuntu był zsynchronizowany z cyklem wydań Ubuntu, z wydaniami ukazującymi się co sześć miesięcy. Od wersji 12.04 Mythbuntu jest wydawane w odstępach odpowiadających wersjom LTS (long-time support) Ubuntu, o wydłużonym okresie wsparcia.

## Opis
Domyślnym środowiskiem graficznym Mythbuntu jest Xfce. Programy dołączone do tego wydania to tylko oprogramowanie multimedialne, takie jak VLC, Amunix czy Rhythmbox.

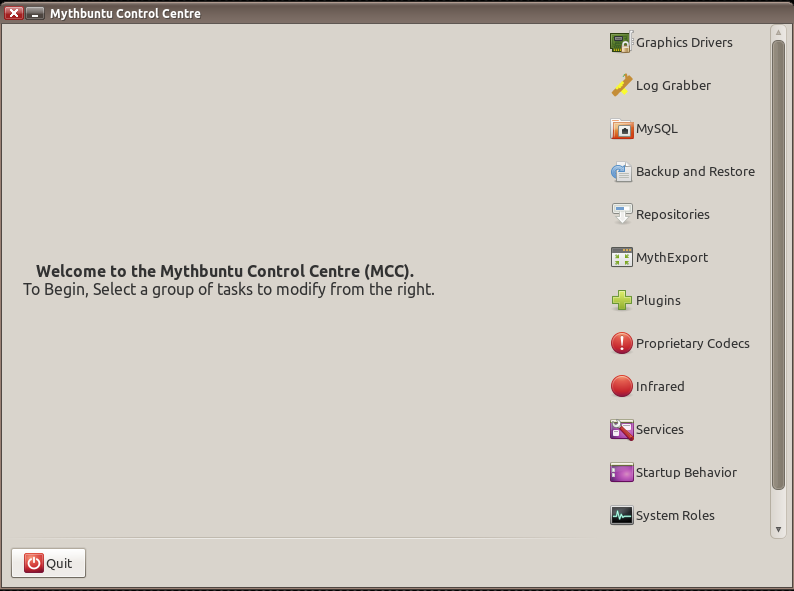
Centrum sterowania

Centrum sterowania (Mythbuntu Control Centre) jest używane do konfiguracji systemu. Użytkownik może wybrać, które elementy systemu mają być zainstalowane. Pozwala także zainstalować i skonfigurować wtyczki dla MythTV, bazę danych MySQL, sterowniki, kodeki i urządzenia zdalnego sterowania.

### Pełna instalacja
Mythbuntu może być użyte do instalacji pełnego systemu MythTV na pojedynczym urządzeniu (działając jednocześnie jako klient i serwer). Programy front-endowe są wykorzystywane bezpośrednio przez użytkownika do zarządzania plikami multimedialnymi i ich odtwarzania oraz wyszukiwania. Na oprogramowanie back-endowe składa się serwer plików i baza danych. Ich instalacja na jednym urządzeniu pozwala na przenośność, podobnie jak np. konsola do gier.

### Front-end

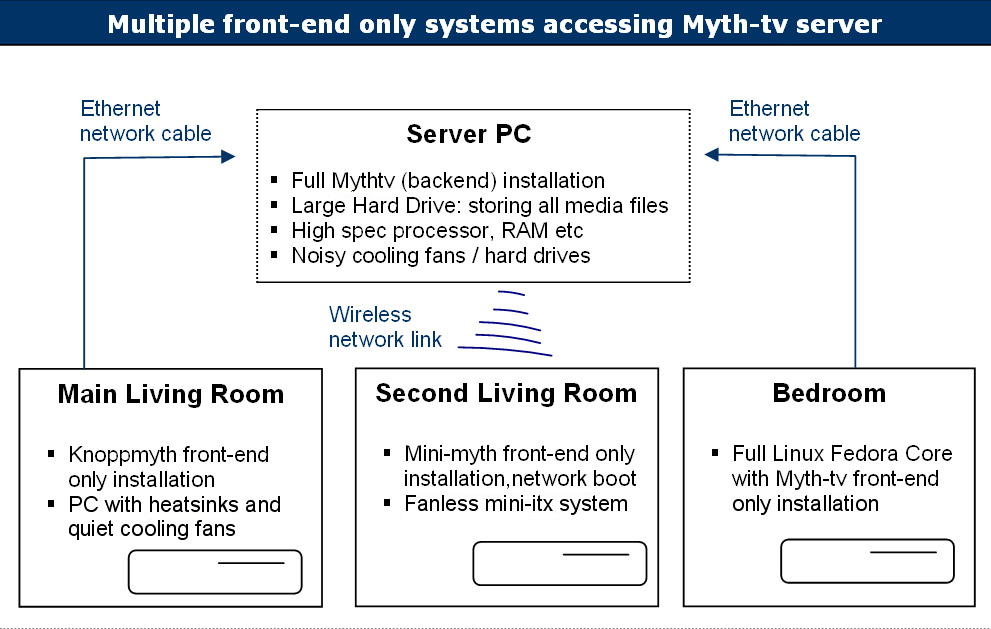
Diagram przedstawiający możliwy wariant ustawień

Możliwa jest instalacja samego klienta MythTV (front-end), jeśli użytkownik ma na innym urządzeniu repozytorium mediów. Repozytorium mediów działa wtedy jako serwer MythTV, a oprogramowanie klienta MythTV może być zainstalowane na urządzeniach o ograniczonych możliwościach. Mythbuntu może także być uruchomione wprost z płyty CD-ROM (bez instalacji), pod warunkiem, że nawiązano połączenie z komputerem z serwerem MythTV.
Mythbuntu jest pochodną Ubuntu, oferującą łatwą transformację z Ubuntu na Mythbuntu jednym kliknięciem. Dzięki temu możliwe jest ograniczenie korzystania z wiersza poleceń, co może być trudne dla niezaawansowanych użytkowników i łatwa instalacja nowych pakietów.

## Historia wersji
Poniżej historia wydań.
| Wersja                                                 | Data wydania         |
| ------------------------------------------------------ | -------------------- |
| 7.10 Gutsy Gibbon (z MythTV.20)                        | 22 października 2007 |
| 8.04 Hardy Heron (z MythTV.21)                         | 24 kwietnia 2008     |
| 8.10 Intrepid Ibex (z MythTV.21)                       | 30 października 2008 |
| 9.04 Jaunty Jackalope (z MythTV.21-fixes)              | 23 kwietnia 2009     |
| 9.10 Karmic Koala (z MythTV.22)                        | 29 października 2009 |
| 10.04 Lucid Lynx (z MythTV.23)                         | 29 kwietnia 2010     |
| 10.10 Maverick Meerkat (z MythTV.23.1)                 | 19 października 2010 |
| 11.04 Natty Narwhal (z MythTV.24)                      | 28 kwietnia 2011     |
| 11.10 Oneiric Ocelot (z MythTV.24)                     | 13 października 2011 |
| 12.04 Precise Pangolin (z MythTV.25)                   | 26 kwietnia 2012     |
| 12.04.1 Precise Pangolin (z poprawkami do MythTV.25)   | 21 listopada 2012    |
| 12.04.2 Precise Pangolin (z poprawkami do MythTV.25-2) | 14 lutego 2013       |
| 12.04.3 Precise Pangolin (z poprawkami do MythTV.25-2) | 6 września 2013      |
| 14.04 Trusty Tahr (z MythTV.27)                        | 17 kwietnia 2014     |
| 16.04 Xenial Xerus (z MythTV.28)                       | 21 kwietnia 2016     |